# Dolní rybník (Rožďalovice)
Dolní rybník u Rožďalovic o výměře vodní plochy 0,89 ha se nachází na Ledečském potoce asi 1 km východně od centra města Rožďalovice v okrese Nymburk. Hráz Dolního rybníka je přístupná po polní cestě odbočující ze silnice III. třídy č. 32827 vedoucí z Rožďalovic do vesnice Břístev. Pod hrází rybníka se nalézá pod velkou vrbou zajímavá studánka a odpočívadlo.
Rybník je využíván pro chov ryb.

## Galerie

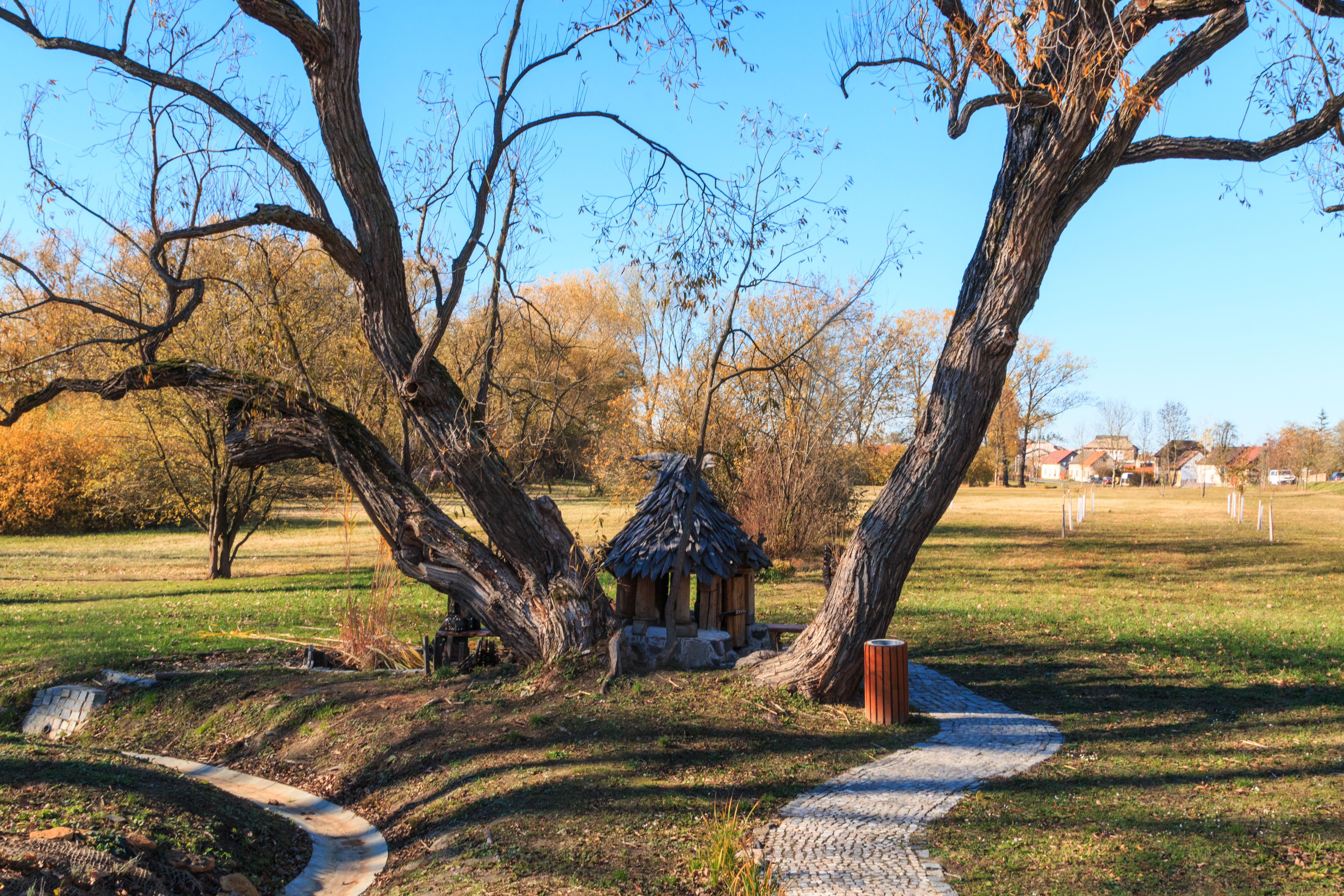
dřevěná studánka a odpočívadlo pod hrází Dolního rybníka
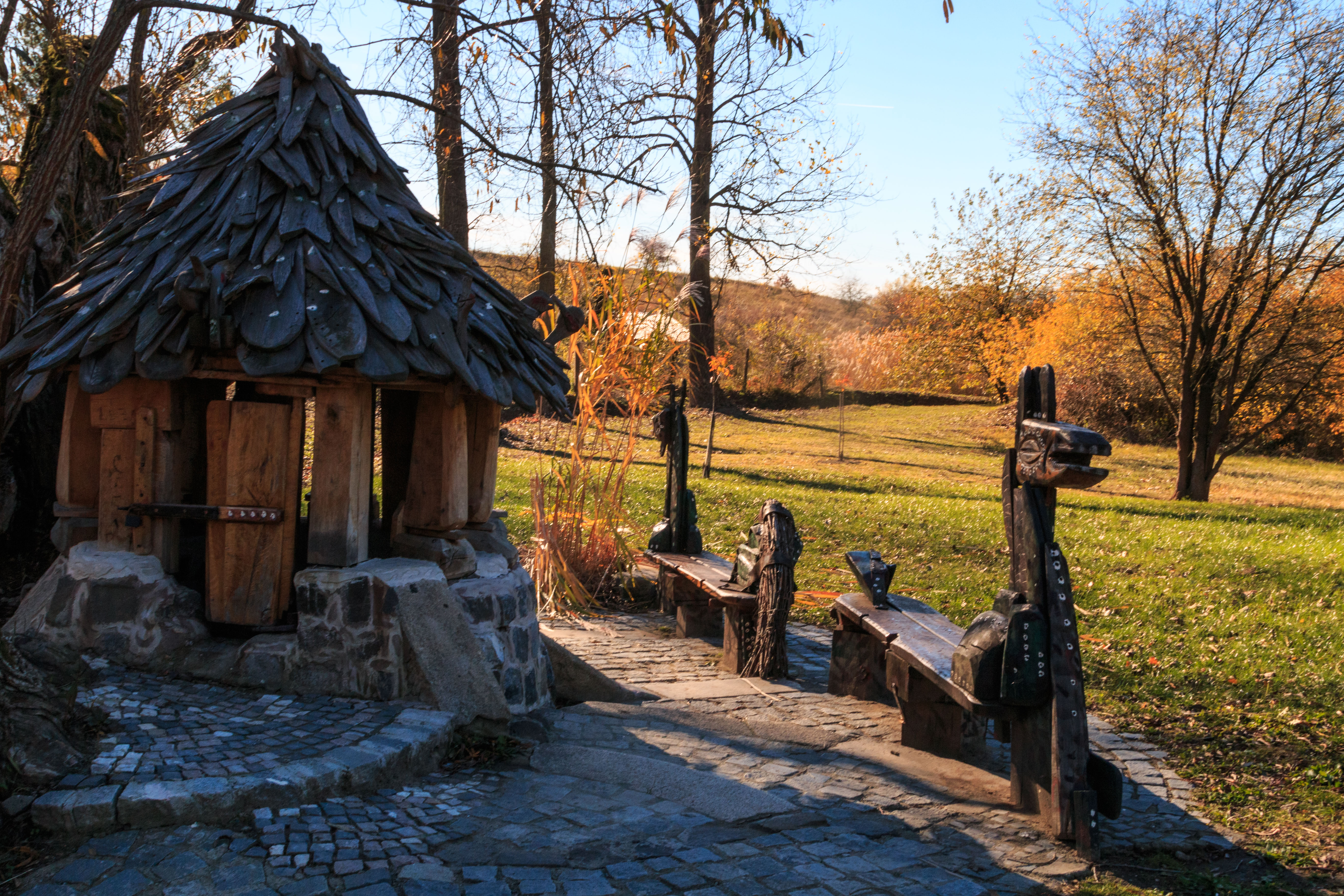
dřevěná studánka a odpočívadlo pod hrází Dolního rybníka